# Coccidiphaga augusta
Coccidiphaga augusta là một loài bướm đêm trong họ Noctuidae.